# Хенри VIII (драма)
Хенри VIII (енгл. Henry VIII) јесте историјска драма Виљема Шекспира написана око 1612. године.

## Ликови
- Краљ Хенри Осми
- Кардинал Вулзи
- Кардинал Кампејус
- Капуције, амбасадор цара Карла Петог
- Кранмер, архиепископ кантерберијски
- Војвода од Норфока
- Војвода од Бакигема
- Војвода од Сафока
- Ерл од Сарија
- Лорд Коморник
- Лорд Канцелар
- Гардинер, епископ винчестерски
- Епископ линколнски
- Лорд Абергени
- Лорд Сандс
- Сер Хенри Гилфорд
- Сер Томас Лавел
- Сер Антони Дени
- Сер Никола Вокс
- Кромвел, службеник Вулсијев
- Грифит, службеник краљице Катарине
- Доктор Батс, краљев лекар
- Брандон, надзорник имања војводе од Бакингама
- Краљица Катарина, супруга краља Хенрија, доцније разведена
- Ана Болен, њена дворска дама, доцније краљица
- Стара Госпођа, пријатељица Ане Булин
- Пацијенција, дворкиња краљице Катарине

## Радња
Радња се дешава у Лондону, Вестминстеру и Кимболтону.
Представа почиње Прологом, који наглашава да ће публика видети озбиљну представу, и апелује на публику: „Први и најсрећнији слушаоци града“, да „Будите тужни, као што бисмо вас ми учинили."
Први чин почиње разговором између војвода од Норфолка и Бакингема и лорда Абергавенија. Њихов разговор изражава њихово обострано огорчење због немилосрдне моћи и превеликог поноса кардинала Волсија. Волси прелази бину са својим пратиоцима и изражава своје непријатељство према Бакингему. Касније је Бакингем ухапшен под оптужбом за издају - Вулсијево дело.
Друга сцена представе представља краља Хенрија VIII и показује његово ослањање на Вулсија као свог фаворита. Краљица Катарина улази да протестује због Вулсијеве злоупотребе пореског система за своје потребе; Вулси се брани, али када краљ опозове кардиналове мере, Вулси шири гласину да је он сам одговоран за краљев поступак. Катарина такође оспорава хапшење Бакингема, али Вулси оправдава хапшење тако што наводи Кнежевог геодета као главног тужиоца. Након што је саслушао геодета, краљ наређује да се Бакингемово суђење настави. На банкет који је приредио Вулси, краљ и његови пратиоци улазе прерушени у маскаре. Краљ плеше са Аном Болен, краљичином дворском дамом.
Два анонимна господина отварају II чин, један другом даје извештај о Бакингемовом суђењу за издају. Сам Бакингем улази у притвор након осуде и опрашта се од својих следбеника и јавности. Након његовог изласка, два господина разговарају о дворским трачевима, посебно о Вулсијевом непријатељству према Кетрин. Следећа сцена показује како Вулси почиње да ради против краљице, док племићи Норфок и Сафок гледају критички. Вулси представља краљу кардинале Кампејуса и Гардинера; Кампејус је дошао да служи као судија на суђењу које Вулси организује за Кетрин.
Ана Болен је приказана како разговара са Старом дамом која јој је пратилац. Ана изражава своје саосећање са краљичиним невољама; али тада улази Лорд Коморник да је обавести да ју је краљ поставио за маркизу од Пембрука. Када Лорд Коморник оде, Стара дама се шали о Анином изненадном напредовању у краљевој милости.
Раскошно постављена сцена суђења (Чин II, сцена 4) приказује Катаринино саслушање пред краљем и његовим дворјанима. Кетрин замера Вулсију за његове махинације против ње и одбија да остане на суђењу. Али краљ брани Вулсија и наводи да су његове сумње у легитимност њиховог брака довеле до суђења. Кампејус протестује што се саслушање не може наставити у краљичином одсуству, а краљ невољко одлаже поступак. (Чин III) Вулси и Кампејус се суочавају са Кетрин међу њеним дворским дамама; Кетрин емотивно протестује због свог третмана.
Норфок, Сафок, Сари и лорд Коморник су приказани (Чин III, сцена 2) како кују заверу против Вулсија. Пакет Вулсијевих писама папи је поново упућен краљу; писма показују да Вулси игра двоструку игру, супротстављајући се Хенријевом планираном разводу од Катарине пред папом, док га подржава пред краљем. Краљ показује Вулсију своје незадовољство, а Вулси по први пут схвата да је изгубио Хенријеву наклоност. Племићи се ругају Вулсију, а кардинал отпусти свог следбеника Кромвела да Кромвел не би био оборен у Волсијевом паду у немилост.
Два господина се враћају у IV чину да посматрају и коментаришу раскошну поворку за крунисање Ане Болен за краљицу, која у њиховом присуству прелази бину. Након тога им се придружује трећи господин, који их обавештава о још дворских трачева – успон Томаса Кромвела у краљевску милост и завере против Кранмера, надбискупа од Кентерберија. (Сцена 2) Кетрин је приказана болесна; прича се о Вулсијевој смрти; има визију плеса духова. Царски амбасадор Капуције посећује бившу краљицу Катарину. Катарина изражава своју трајну оданост краљу, упркос разводу, и жели добро новој краљици.
V чин је врхунац представе. Краљ позива нервозног Кранмера и изражава му своје пријатељство, говорећи Кранмеру да су „Твоја истина и твој интегритет укорењени у нама, твом пријатељу“ (Чин V, сцена 1). Краљ потврђује ово пријатељство поклоном прстена. Касније, као резултат пажљиво сковане завере, Кранмер је оптужен за јерес у Краљевском савету и речено му је да ће га као заробљеника одвести у Тауер; Кранмер се енергично брани, а затим показује краљев прстен (Чин V, сцена 2). Краљ улази, називајући Кранмера "добар човек", титулу коју мало ко у Већу заслужује. Завера је пропала. Краљица Ана Болен рађа ћерку, будућу краљицу Елизабету. Краљ тражи од Кранмера да крсти и буде кум детету, „одело које ми не смеш ускратити“. Коморник, Портер и његов човек имају потешкоћа да контролишу одушевљену гомилу која присуствује крштењу мале Елизабете. Кранмер држи пророчки говор о слави будуће владавине новорођене принцезе, „На овој земљи, хиљаду хиљада благослова“ (Чин V, сцена 4). Краљ одговара: „Господине архиепископе, учинио си ме сада човеком“, и проглашава дан празником.
У Епилогу се признаје да је мало вероватно да ће се представа свидети свима, али ипак тражи одобрење публике.